# Ninna nanna delle 12 mamme/Sotto il cielo delle Antille
Ninna nanna delle 12 mamme/Sotto il cielo delle Antille è un singolo della cantante italiana Nilla Pizzi pubblicato nel 1969 dalla casa discografica Equipe

## Descrizione
Entrambi i brani fanno parte del 33giri Le canzoni degli anni 20.

## Tracce
1. Ninna nanna delle 12 mamme
2. Sotto il cielo delle Antille